# Río Viejo 1.ª Sección
Río Viejo 1.ª Sección es una localidad del municipio de Centro ubicado en la subregión centro del estado mexicano de Tabasco.

## Geografía
La localidad de Río Viejo 1.ª Sección se sitúa en las coordenadas geográficas 17°56′19″N 92°58′49″O / 17.938611, -92.980278, a una elevación de 11 metro sobre el nivel del mar.

## Demografía
Según el Conteo de Población y Vivienda 2020, efectuado por el Instituto Nacional de Estadística y Geografía, la localidad de Río Viejo 1.ª Sección tiene 7,750 habitantes, de los cuales 3,752 son del sexo masculino y 3,998 del sexo femenino. Su tasa de fecundidad es de 1.8 hijos por mujer y tiene 2,244 viviendas particulares habitadas.
| Gráfica de evolución demográfica de Río Viejo 1.ª Sección entre 1910 y 2020 |
|                                                                             |
| INEGI.                                                                      |